# مورا دي سانكتيس
مورا دي سانكتيس، (بالإنجليزية: Morra De Sanctis)‏، هي مدينة و(بلدية) في مقاطعة أفيلينو، كامبانيا، جنوب إيطاليا.

## السكان
في سنة 1861 بلغ عدد السكان 2٬780 نسمة، وتطور العدد ليصل في سنة 2011 لـ 1٬309 نسمة.
يظهر هذا المخطط البياني تطور النمو السكاني لـ مورا دي سانكتيس